# نمایشگاه هانوفر

پوستر نمایشگاه ۱۹۴۷

نمایشگاه هانوفر (انگلیسی: Hanover Fair) بزرگترین نمایشگاه صنعتی جهان است. این نمایشگاه در محل دائمی نمایشگاه‌های هانوفر در آلمان برگزار می‌شود.. به طور معمول در حدود ۶٬۵۰۰ غرفه دار و ۲۵۰ هزار بازدید کننده دارد.